# Leptotarsus cisatlanticus
Leptotarsus cisatlanticus är en tvåvingeart som först beskrevs av Alexander 1937.  Leptotarsus cisatlanticus ingår i släktet Leptotarsus och familjen storharkrankar. Inga underarter finns listade i Catalogue of Life.